# Карстове Дубівецьке озеро
Карстове дубівецьке озеро — об'єкт рекреації і туризму, розташоване за 100 м від північно-східної околиці села Дубівці Тернопільського району Тернопільської області.
Як геологічна чи гідрологічна пам'ятка не зареєстроване і до природно-заповідного фонду не належить.
Лежить біля підніжжя Подільських Товтр.
Дно озера — карстові лійки, що утворилися у вапняку і мають нерівномірне розміщення: 2 — з діаметром сопла понад 3 м; 6 — понад 1 м; 18 — менше 1 м. 
Найбільша глибина — 3,5 м. 
Загальна площа озера — близько 50 м².
Джерела в основах лійок живлять озеро, з якого витікає ліва безіменна притока річки Гніздична (близько 60 м).